# Palaquium obtusifolium
Palaquium obtusifolium är en tvåhjärtbladig växtart som beskrevs av William Burck. Palaquium obtusifolium ingår i släktet Palaquium och familjen Sapotaceae. Inga underarter finns listade i Catalogue of Life.